# Gumi (ville)
Gumi est une ville du Gyeongsang du Nord, en Corée du Sud, aux abords du fleuve Nakdong. Elle est située entre Daegu et Gimcheon et est desservie par l'autoroute Gyeongbu et la ligne ferroviaire Gyeongbu qui relient Séoul et Pusan.

## Économie
C'est un centre industriel. Les principales industries sont les textiles, les fibres, le caoutchouc, le plastique, le métal et l'électronique.

## Histoire
Durant la période des Trois Royaumes de Corée, Gumi était contrôlé par la confédération de Gaya et puis par Silla.
Durant les années 1960, d'une localité rurale, Gumi est devenue une ville industrielle. Entre autres, sa situation dans la région du Yeongnam est favorable à l'industrialisation.

## Personnalités connues
Des personnalités connues provenant de Gumi, on compte l'ancien président de la Corée du Sud, Park Chung Hee, sa fille, Park Geun-hye, et le chanteur populaire Kangta.

## Jumelages
- Gimje (Corée du Sud)
- Zhongli (Taïwan) depuis 1989
- Ōtsu (Japon) depuis 1990
- Bichkek (Kirghizistan) depuis 1991
- Shenyang (Chine) depuis 1997
- Changsha (Chine) depuis 1998
- Mexicali (Mexique) depuis 1998
- Eindhoven (Pays-Bas) depuis 2003